# تاتسویا اوئه‌مورا
تاتسویا اوئه‌مورا (انگلیسی: Tatsuya Uemura؛ زادهٔ ۲۳ ژوئن ۱۹۶۰) برنامه‌نویس، آهنگساز، و مهندس اهل ژاپن است.